# Ayo Simon Okosun
Ayo Simon Okosun (født 21. juli 1993 i København) er en dansk/tysk fodboldspiller, der spiller som midtbanespiller i den danske klub Hvidovre IF.

## Baggrund
Hans far stammer fra Nigeria, mens moderen er født i Tyskland.

## Karriere
Han stoppede i sommeren 2014 i Akademisk Boldklub ved kontraktudløb. Han trænede efterfølgende med i AaB i et forsøg på at tilspille sig en kontrakt, hvilket AaB imidlertid ikke tildelte ham.
Efter fem måneder som klubløs skiftede Okosun i november 2014 til Lega Pro-klubben F.C. Grosseto S.S.D..

### Vendsyssel FF
Den 17. juli 2015 blev det offentliggjort, at Vendsyssel FF havde hentet Okosun i Lega Pro-klubben F.C. Grosseto S.S.D.. Han skrev under på en treårig kontrakt. Allerede i sin første sæson (2015-16) i klubben blev han udnævnt som sæsonens spiller af fanklubben.

### AC Horsens
Okosun skiftede den 8. juli 2017 fra Vendsyssel FF til Superligaklubben AC Horsens. Her skrev han under på en kontrakt gældende frem til sommeren 2020. Allerede samme dag fik han sin uofficielle debut i en træningskamp, da han blev skiftet ind efter 41 minutter i stedet for Kjartan Finnbogason i en 1-0-sejr over FC Midtjylland.

### FC Midtjylland
Den 14. juni 2018 blev det bekræftet af FC Midtjylland, at de har købt Okosun fra AC Horsens i en handel til en værdi af 3 mio. kr.
Han blev den 24. august 2019 udlejet til AC Horsens for den resterende del af 2019.